# Hebbasale, Sakleshpur
Hebbasale là một làng thuộc tehsil Sakleshpur, huyện Hassan, bang Karnataka, Ấn Độ.